# Nabeina
Nabeina ist ein Ort mit einer Landfläche von 0,1 km² auf dem gleichnamigen Motu im Osten des Tarawa-Atolls in den zum Inselstaat Kiribati gehörenden Gilbertinseln im Pazifischen Ozean. Im Jahr 2020 hatte der Ort 484 Einwohner.

## Geographie
Nabeina liegt im zerklüfteten Teil des nordöstlichen Arms des Atolls von Tarawa. In dem Mangrovengebiet liegt es zwischen Kainaba (NW), Biketawa (S) und Tabiteuea (SO). Im Umkreis liegen zahlreiche winzige, zerklüftete und unbenannte Motu. Im Ort gibt es ein Versammlungshaus und eine Kirche der Kiribati Uniting Church.

## Klima
Das Klima ist tropisch heiß, wird jedoch von ständig wehenden Winden gemäßigt. Ebenso wie die anderen Orte des Tarawa-Atolls wird Nabeina gelegentlich von Zyklonen heimgesucht.